# فيروسات شريانية
فيروسات شريانية (بالإنجليزية: Arteriviridae)‏ هي عائلة من الفيروسات تضم جنس:
فيروس شرياني وهو جنس فيروسات يضم نوع الفيروس الشرياني الخيلي. الفيروسات الشريانية صغيرة، مغلفة، تصيب الحيوانات وهي فيروسات اٍيجابية ذات الرنا أحادي السلسلة مع جسم عشروني الوجوه. تضم العائلة :
- فيروس شرياني خيلي
- فيروس متلازمة الجهاز التنفسي والتناسلي الخنزيري
- فيروس رافع نازعة هيدروجين اللاكتات الخاص بالفأران
- فيروس الحمى النزفية القردي

## وصلات خارجية
- نطاق فيروسي فيروسات شريانية